# Primeira Divisão 1941-42
La Primeira Divisão 1941/42 fue la octava edición de la máxima categoría de fútbol en Portugal. Benfica ganó su cuarto título.

## Tabla de posiciones
| Pos. | Equipo               | Pts. | PJ | G  | E | P  | GF | GC | Dif. | Clasificación   |
| ---- | -------------------- | ---- | -- | -- | - | -- | -- | -- | ---- | --------------- |
| 1    | Benfica (C)          | 38   | 22 | 19 | 0 | 3  | 74 | 34 | +40  | Campeón de Liga |
| 2    | Sporting CP          | 34   | 22 | 17 | 0 | 5  | 93 | 31 | +62  |                 |
| 3    | Belenenses           | 30   | 22 | 12 | 6 | 4  | 66 | 32 | +34  |                 |
| 4    | Porto                | 28   | 22 | 13 | 2 | 7  | 77 | 48 | +29  |                 |
| 5    | Académica de Coimbra | 26   | 22 | 13 | 0 | 9  | 77 | 51 | +26  |                 |
| 6    | Barreirense          | 25   | 22 | 11 | 3 | 8  | 58 | 55 | +3   |                 |
| 7    | Unidos               | 18   | 22 | 7  | 4 | 11 | 53 | 49 | +4   |                 |
| 8    | Olhanense            | 14   | 22 | 6  | 2 | 14 | 42 | 83 | −41  |                 |
| 9    | Carcavelinhos        | 14   | 22 | 5  | 4 | 13 | 35 | 73 | −38  |                 |
| 10   | Académico de Porto   | 13   | 22 | 6  | 1 | 15 | 48 | 81 | −33  |                 |
| 11   | Vitória Guimarães    | 13   | 22 | 6  | 1 | 15 | 43 | 76 | −33  |                 |
| 12   | Leça                 | 11   | 22 | 5  | 1 | 16 | 29 | 82 | −53  |                 |

 Fuente: RSSSF
|                              |
| Campeón SL Benfica 4° título |

## Resultados
| Local \ Visitante    | ACC | ACO  | BAR  | BEL | BEN | CAR  | LEC  | OLA | POR | SCP | UNI | VGU  |
| -------------------- | --- | ---- | ---- | --- | --- | ---- | ---- | --- | --- | --- | --- | ---- |
| Académica de Coimbra | —   | 6–3  | 10–1 | 5–2 | 3–1 | 9–1  | 6–2  | 7–1 | 1–0 | 1–2 | 4–1 | 4–3  |
| Académico de Porto   | 3–2 | —    | 6–0  | 0–2 | 2–4 | 1–1  | 4–0  | 9–0 | 2–4 | 0–3 | 3–2 | 2–0  |
| Barreirense          | 6–2 | 8–1  | —    | 1–1 | 0–1 | 2–0  | 2–0  | 3–1 | 3–1 | 0–4 | 3–1 | 11–1 |
| Belenenses           | 4–0 | 4–2  | 0–1  | —   | 4–0 | 5–2  | 9–0  | 6–2 | 7–3 | 3–1 | 1–1 | 0–1  |
| Benfica              | 4–1 | 4–1  | 3–2  | 2–1 | —   | 4–0  | 5–0  | 8–1 | 5–1 | 4–3 | 2–0 | 4–2  |
| Carcavelinhos        | 1–3 | 6–0  | 2–2  | 2–2 | 1–4 | —    | 3–1  | 2–3 | 3–3 | 0–3 | 0–4 | 2–1  |
| Leça                 | 1–2 | 2–0  | 2–1  | 1–1 | 2–5 | 0–3  | —    | 3–0 | 2–5 | 0–3 | 4–1 | 3–1  |
| Olhanense            | 3–2 | 5–2  | 0–2  | 1–1 | 2–3 | 5–1  | 5–2  | —   | 0–2 | 1–6 | 1–2 | 6–2  |
| Porto                | 3–2 | 3–1  | 6–2  | 2–3 | 4–1 | 12–1 | 6–1  | 9–1 | —   | 3–0 | 1–1 | 3–2  |
| Sporting CP          | 3–1 | 11–2 | 7–1  | 1–4 | 1–4 | 4–1  | 14–0 | 4–1 | 5–0 | —   | 4–2 | 9–1  |
| Unidos               | 2–3 | 10–1 | 2–3  | 2–2 | 2–4 | 2–3  | 2–1  | 3–3 | 4–2 | 1–3 | —   | 5–1  |
| Vitória Guimarães    | 4–3 | 4–3  | 4–4  | 2–4 | 1–2 | 3–0  | 4–2  | 4–0 | 1–4 | 1–2 | 0–3 | —    |